# Kolonia Chalińska
Kolonia Chalińska – część wsi Chalno w Polsce położona w województwie kujawsko-pomorskim, w powiecie radziejowskim, w gminie Topólka.
W latach 1975–1998 Kolonia Chalińska administracyjnie należała do województwa włocławskiego.